# Clemente Lequio
Pour les articles homonymes, voir Lequio.
Clemente Lequio (Pinerolo, 25 novembre 1857 - Pinerolo, 1er mars 1920) est un général italien, qui s'est distingué pendant la guerre italo-turque et dans les opérations ultérieures de conquête de la Libye, où il a obtenu la victoire de l'Assaba et la croix de commandeur de l'ordre militaire de Savoie. Lorsque le royaume d'Italie entre en guerre le 24 mai 1915, il prend le commandement du secteur autonome des troupes de la Carnia, dans le cadre de la 4e armée du lieutenant général Luigi Nava. Au cours de la Strafexpedition, il est placé à la tête du Comando Truppe Altipiano (C.T.A.), puis il prend le commandement du XXVIe corps d'armée à Gorizia, des troupes d'occupation avancées de la frontière nord (frontière italo-suisse), de l'Ispettorato truppe di marcia (inspection des troupes en marche), et enfin du corps d'armée territorial à Gênes.

## Biographie
Clemente Lequio est né à Pinerolo le 25 novembre 1857. Dans sa ville natale, il fréquente les écoles primaires et techniques, puis suit sa famille dans ses voyages à Milan, Vérone et Naples tout en poursuivant ses études.
Après avoir obtenu le diplôme de l'institut technique, en 1874, il s'enrôle dans l'armée royale (Regio Esercito) et commence à fréquenter l'Académie royale militaire d'infanterie et de cavalerie de Modène, passant l'année suivante à l'Académie royale militaire d'artillerie et de génie de Turin, d'où il sort en 1878 avec le grade de sous-lieutenant (sottotenente), affecté à l'arme d'artillerie, en force du 14e régiment d'artillerie de forteresse. En 1880, il est promu lieutenant (tenente) et, en 1882, il commence à suivre les cours de l'École de guerre de l'armée, qu'il quitte trois ans plus tard. Capitaine (Capitano) en 1885, l'année suivante, il est affecté à l'État-major général, d'abord à Rome, puis à Milan, à Plaisance et de nouveau à Rome.
Nommé commissaire militaire, il est chargé en 1895 d'organiser les chemins de fer en vue d'une éventuelle utilisation en temps de guerre.
 
En 1896, la guerre d'Abyssinie éclate et il demande immédiatement à y participer, mais sa demande n'est pas satisfaite. Promu lieutenant-colonel (tenente colonnello) en 1897, il devient trois ans plus tard chef d'état-major de la division militaire territoriale de Rome et, en 1892, devenu colonel (colonnello), il prend le commandement du 92e régiment d'infanterie. En 1905, il devient sous-chef d'état-major et, en 1908, il est promu major-général (maggior generale) et prend le commandement de la Brigata Ancona (brigade d'Ancône). En 1910, il devient commandant de la 2e brigade alpine, travaillant à la réorganisation des troupes alpines et à la défense du massif alpin.
En 1911, il participe à la guerre italo-turque, opérant en Libye en tant que commandant de la 1re brigade mixte, commençant les opérations le 26 novembre. Pendant les 20 mois suivants de sa campagne en Tripolitaine, il est d'abord sous les ordres du gouverneur Vincenzo Garioni, puis d'Ottavio Ragni. En juillet 1912, Ragni lui confie le commandement de la division spéciale, puis de toutes les troupes opérant dans la région de Tripoli, avec un quartier général à Sidi-Abdel, le 4 décembre il occupe Zavia, et déplace le commandement à Garian, le 23 mars 1913 il remporte la brillante victoire de l'Assaba, puis poursuit l'avancée sur le plateau jusqu'à Nalut, d'où il descend jusqu'à la mer près de la frontière tunisienne, puis revient à Azizia . Lors d'une escale à Jeffren, le 3 avril 1913, il est promu lieutenant-général pour mérites de guerre et, à son retour à Tripoli, il prend le commandement de la division territoriale, qu'il conserve jusqu'en juillet, date à laquelle il rentre chez lui.
Par décret royal du 28 décembre 1913, il est décoré de la croix de commandeur de l'ordre militaire de Savoie. Au début de la Grande Guerre, il occupe le poste d'inspecteur des troupes de montagne et, à la veille de l'entrée en guerre du royaume d'Italie, qui a lieu alors le 24 mai 1915, il prend le commandement du secteur autonome des troupes de la Carnie, au sein de la 4e armée du lieutenant général Luigi Nava. Connaissant bien la situation réelle en Carnie, puisqu'il s'y trouvait depuis longtemps en vue d'une éventuelle entrée dans le conflit, il recourt immédiatement à l'aide de la population civile pour résoudre les nombreux problèmes logistiques liés à l'emploi des unités militaires déployées en haute montagne,. Avec ce personnel, régulièrement mis à contribution, il construisit des chemins et des sentiers muletiers, et planifia et construisit également les deux voies ferrées, qui se révélèrent d'une grande importance, reliées à la ligne principale de Pontebbana, la gare de Carnia-Tolmezzo-Villa Santina. De ces deux dernières localités, ils remontaient les vallées du But et du Degano jusqu'à Paluzza et Comeglians 2 décauvilles respectivement,,. Le 19 juin 1915, le commandement du secteur autonome des troupes de la Carnie fut transformé en celui du XIIe corps d'armée.
Dans la période précédant le déclenchement de l'offensive, il avertit à plusieurs reprises le commandement suprême que, selon les informations dont il dispose, les forces austro-hongroises présentes dans le Trentin sont passées de 30 bataillons à environ 200. Le 22 mai 1916, le général Franz Conrad von Hötzendorf lance l'offensive sur le plateau d'Asiago et seul le corps d'armée de la Carnia avertit le commandant suprême de l'armée, Luigi Cadorna, que l'attaque en grande pompe a commencé. Sur le plateau d'Asiago, afin de mieux coordonner l'afflux et l'emploi des troupes, le Comando Truppe Altipiano (C.T.A.) est immédiatement créé sous la 1re armée, dont il prit le commandement, et le 28 du même mois il ordonna aux troupes stationnées sur les monts Zingarella et Zebio de descendre la Val di Nos et de s'établir sur le mont Valbella, puis à toutes les unités de se replier sur les reliefs au sud d'Asiago sur la nouvelle ligne Forte di Punta Corbin-Monte Lèmerle-Cima Eckar-Melette di Gallio-Monte Cimon della Fiara-Castelloni di San Marco.
Après la conquête du Monte Cengio par l'ennemi (3 juin), à la suite d'une erreur du commandant de la Brigata Granatieri di Sardegna, et le jour suivant, le général Cadorna le démet de ses fonctions, remplacé par Ettore Mambretti, et le commandant de secteur de la 32e division, le général Rostagno, remplacé par le général Bloise. Cadorna porte de graves accusations contre tous les deux concernant leur comportement, d'autant plus que le commandant du C.T.A. avait exprimé l'opinion d'abandonner le Plateau, alors que le général Cadorna était d'avis contraire, ayant l'intention de bloquer l'ennemi dans les montagnes, passant immédiatement à la contre-attaque. Le désaccord entre les deux était net, mais selon le témoignage de son chef d'état-major, le colonel Giulio Douhet, il a été écarté des hauts-plateaux lorsque Cadorna a estimé qu'il n'avait plus besoin de son travail, et pour éviter la propagation de la rumeur selon laquelle c'était lui qui avait sauvé la mise lors de la grande bataille de mai. En fait, selon les historiens les plus autorisés et le rapport officiel autrichien lui-même, à partir du 4 juin, l'initiative est passée aux mains des Italiens.
Le 12 novembre 1916, il est nommé commandant du XXVIe corps d'armée à Gorizia, qu'il conserve jusqu'au 5 avril 1917. Le 10 de ce mois, Cadorna le nomme commandant des troupes d'occupation avancée de la frontière nord (frontière italo-suisse), dite "ligne Cadorna", qu'il conserve au siège du commandement, à Varèse, jusqu'en août de la même année. Il s'agit en fait du " torpillage " de Cadorna, qui l'envoie au service de l'Inspection des troupes de marche et quitte la zone d'opérations le 1er octobre. Ses troupes de marche de la 2e et de la 3e armée étaient déployées dans la zone située entre Palmanova, Codroipo et Latisana, et si elles avaient été bien commandées, elles auraient pu être décisives pour contenir l'issue négative de la bataille de Caporetto. Rappelé au service actif le 12 décembre 1917, il n'est pas envoyé au front, mais nommé président du Comité central du Corps des milices volontaires nationales. Début août 1918, il est nommé commandant du Corps de l'armée territoriale à Gênes, et en août 1919, il est décoré de la médaille mauricienne pour dix années de service.
Il quitta ensuite le service en raison d'une santé fragile, souffrant d'une maladie de l'estomac, et mourut à Pinerolo le 1er mars 1920.
Le 16 février 1936 à Pinerolo, un monument lui fut dédié par l'Academico d'Italia Antonio Canonica. Par décret royal du 7 avril 1940, il fut autorisé à ajouter le prédicat "di Assaba" à son nom de famille pour ses mérites dans la guerre de Libye,.

## Décorations
- Officier de l'Ordre militaire de Savoie - Arrêté royal du 16 mars 1913.
 - Commandeur de l'Ordre militaire de Savoie
- Avec un travail sage et une fermeté éclairée, donnant à ses troupes une cohésion ferme, il les a conduites avec une marche rapide et brillante sur Zavia (2-8 décembre 1912), avec d'excellents résultats militaires et politiques. Ayant occupé Garian, il a habilement renforcé ses troupes et s'est allié aux chefs indigènes. Après la splendide et décisive victoire de l'Assaba, il poursuit triomphalement sa marche jusqu'à la frontière tunisienne à travers les difficultés du terrain, de la logistique et du climat, donnant une preuve éclatante et continue de ses qualités de commandant. Tripolitaine, décembre 1912-mai 1913. - Lettre du décret royal E du 28 décembre 1913.
 - Grand Officier de l'Ordre de la Couronne d'Italie
 - Commandeur de l'Ordre des Saints-Maurice-et-Lazare
 - Médaille commémorative de la guerre italo-turque 1911-1912
 - Médaille commémorative de la guerre italo-autrichienne 1915-1918
 - Médaille commémorative de l'Unité italienne
 - Médaille italienne de la Victoire interalliée
 - Médaille du mérite mauricienne pour une carrière militaire de 10 ans

## Source
- (it) Cet article est partiellement ou en totalité issu de l’article de Wikipédia en italien intitulé « Clemente Lequio » (voir la liste des auteurs).